# Kiểm toán

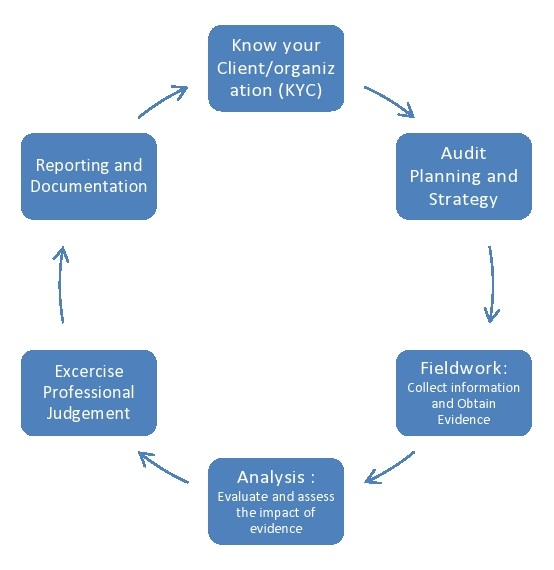
Một số giai đoạn điển hình trong quy trình kiểm toán

Kiểm toán là một "kiểm tra độc lập thông tin tài chính của bất kỳ thực thể nào, cho dù có định hướng lợi nhuận hay không, bất kể quy mô hoặc hình thức pháp lý của nó khi kiểm tra như vậy được thực hiện với quan điểm bày tỏ ý kiến trên đó"  Nó cũng cố gắng đảm bảo sổ sách kế toán được duy trì đúng cách bởi mối quan tâm theo yêu cầu của pháp luật. Kiểm toán đã trở thành một hiện tượng phổ biến như vậy trong khu vực doanh nghiệp và công cộng mà các học giả đã bắt đầu xác định một "Hội kiểm toán". Kiểm toán viên nhận thức và nhận ra các đề xuất trước khi họ kiểm tra, thu thập bằng chứng, đánh giá tương tự và đưa ra ý kiến trên cơ sở phán đoán của kiểm toán viên, được đưa vào kết quả báo cáo kiểm toán.
Bất kỳ vấn đề có thể được kiểm toán. Kiểm toán là một biện pháp tự vệ từ thời cổ đại (Loeb & Shamoo, 1989). Kiểm toán cung cấp sự bảo đảm của bên thứ ba để nhiều bên liên quan rằng vấn đề là miễn phí từ tài liệu sai sót trọng yếu. Thuật ngữ này được áp dụng thường xuyên nhất để kiểm toán các thông tin tài chính liên quan đến pháp nhân. Các lĩnh vực thường được kiểm toán khác bao gồm: thư ký và tuân thủ, kiểm soát nội bộ, quản lý chất lượng, quản lý dự án, quản lý nước và bảo tồn năng lượng.
Theo kết quả của một cuộc kiểm toán, các bên liên quan có thể đánh giá và nâng cao hiệu quả hiệu quả của quản lý rủi ro, kiểm soát và quy trình quản trị đối với vấn đề này.
Từ "kiểm toán" (audit) xuất phát từ chữ Latin audire, có nghĩa là "nghe".